# Cormolain
Cormolain (kɔʁ.mɔ.lɛ̃ⓘ) es una población y comuna francesa, situada en la región de Baja Normandía, departamento de Calvados, en el distrito de Bayeux y cantón de Caumont-l'Éventé.

## Demografía
| 560 | 544 | 436 | 451 | 397 | 356 |
| Para los censos de 1962 a 1999 la población legal corresponde a la población sin duplicidades (Fuente: INSEE [Consultar]) |     |     |     |     |     |